# والتر تافاريس
والتر تافاريس (بالبرتغالية: Walter Tavares‏) مواليد 22 مارس 1992 في الرأس الأخضر، هو لاعب كرة سلة. بدأ مسيرته الاحترافية في سنة 2009. تم اختياره من قبل فريق أتلانتا هوكس خلال الدرافت. يلعب مع كليفلاند كافالييرز في الرابطة الوطنية لكرة السلة كلاعب وسط. يحمل الرقم 40. يبلغ طوله 7 قدم 3 بوصة (2.2 م).

## المسيرة الاحترافية
لعب مع سي بي غران كناريا في الدوري الإسباني من سنة 2009 إلى 2015، ثم لعب مع أتلانتا هوكس من سنة 2015 إلى 2017، ثم لعب مع كليفلاند كافالييرز في سنة 2017.

## إحصائيات المسيرة

### بطولات الدوري المحلية
| الموسم  | الفريق                      | الدوري                                    | لعب | دقيقة | ميداني% | ثلاثية | حرة  | ارتداد | صنع | SPG | تصدي | نقطة |
| ------- | --------------------------- | ----------------------------------------- | --- | ----- | ------- | ------ | ---- | ------ | --- | --- | ---- | ---- |
| 2011–12 | نادي دي لا بالما لكرة السلة | الدوري الإسباني لكرة السلة الدرجة الثانية | 21  | 6.7   | .552    | .000   | .333 | 1.7    | .0  | .2  | .5   | 1.6  |
| 2012–13 | سي بي غران كناريا           | الدوري الإسباني لكرة السلة                | 12  | 5.6   | .500    | .000   | .667 | 2.2    | .2  | .2  | .5   | 1.5  |
| 2013–14 | سي بي غران كناريا           | الدوري الإسباني لكرة السلة                | 35  | 20.7  | .593    | .000   | .722 | 6.8    | .3  | .5  | 1.5  | 6.0  |
| 2014–15 | سي بي غران كناريا           | الدوري الإسباني لكرة السلة                | 36  | 22.0  | .583    | .000   | .628 | 7.9    | .3  | .8  | 1.8  | 8.0  |

### الرابطة الوطنية لكرة السلة
| السنة   | الفريق             | لعب | بدأ | دقيقة | ميداني% | ثلاثية | حرة  | ارتداد | صنع | استلاب | تصدي | نقطة |
| ------- | ------------------ | --- | --- | ----- | ------- | ------ | ---- | ------ | --- | ------ | ---- | ---- |
| 2015–16 | أتلانتا هوكس       | 11  | 0   | 6.6   | .579    | .000   | .375 | 1.9    | .3  | .1     | .6   | 2.3  |
| 2016–17 | أتلانتا هوكس       | 1   | 0   | 4.0   | 1.000   | .000   | .000 | 1.0    | .0  | .0     | .0   | 2.0  |
| 2016–17 | كليفلاند كافالييرز | 1   | 0   | 24.0  | .750    | .000   | .000 | 10.0   | 1.0 | .0     | 6.0  | 6.0  |
| المسيرة | المسيرة            | 13  | 0   | 7.8   | .625    | .000   | .273 | 2.5    | .3  | .1     | .9   | 2.5  |

## روابط خارجية
- والتر تافاريس على موقع الاتحاد الدولي لكرة السلة (الإنجليزية)
- والتر تافاريس على موقع الدوري الأوروبي لكرة السلة (الإنجليزية)
- والتر تافاريس على موقع إن بي أي (الإنجليزية)
- والتر تافاريس على موقع سبورتس رفرنس (الإنجليزية)
- والتر تافاريس على موقع الدوري الإسباني لكرة السلة (الإسبانية)
- والتر تافاريس على موقع كرة السلة الأوروبية.كوم (الإنجليزية)
- والتر تافاريس على موقع DraftExpress.com (الإنجليزية)
- والتر تافاريس على موقع إي إس بي إن.كوم (الإنجليزية)
- والتر تافاريس على موقع ريلجم (الإنجليزية)
- والتر تافاريس على موقع بروبوليرز (الإنجليزية)